# Filmauro
La Filmauro S.r.l. es una empresa italiana dedicada a la producción y distribución de películas nacionales e internacionales y al home video, con sede en Roma. Fue fundada por Luigi y Aurelio De Laurentiis en 1975.
Cuenta con la producción y distribución de más de 400 films, sean películas de arte, de acción o comedias. Además, la Filmauro posee una red de seis salas de cine ubicadas en la ciudad de Roma (Antares, Doria, Europa, Galaxi, Savoy, Trianon).
Desde el verano de 2004, la Filmauro controla el 99,8% de las acciones del S. S. C. Napoli. El 31 de julio de 2018 adquirió los derechos deportivos del S.S.C. Bari.

## Producciones y distribuciones cinematográficas

### Producciones
| - Tengo miedo, de Damiano Damiani (1977) - Un burgués pequeño, muy pequeño, de Mario Monicelli (1977) - El abogado de paja, de Sergio Corbucci (1978) - Il corpo della ragassa, de Pasquale Festa Campanile (1979) - Horacio y el bailon de don Fulgencio, de Pasquale Festa Campanile (1980) - Il lupo e l'agnello, de Francesco Massaro (1980) - Cuarto de hotel, de Mario Monicelli (1981) - Culo y camisa, de Pasquale Festa Campanile (1981) - Manolesta, de Pasquale Festa Campanile (1981) - Ninguno es perfecto, de Pasquale Festa Campanile (1981) - Un quinteto a lo loco, de Mario Monicelli (1983) - Vacanze di Natale, de Carlo Vanzina (1983) - Bertoldo, Bertoldino e... Cacasenno, de Mario Monicelli (1984) - Il petomane, de Pasquale Festa Campanile (1984) - Amici miei atto III, de Nanni Loy (1985) - Maccaroni, de Ettore Scola (1985) - Yuppies - I giovani di successo, de Carlo Vanzina (1986) - Yuppies 2, de Enrico Oldoini (1986) - Montecarlo Gran Casinò, de Carlo Vanzina (1987) - Codice privato, de Francesco Maselli (1988) - Leviathan: El demonio del abismo, de George P. Cosmatos (1989) - Vacanze di Natale '90, de Enrico Oldoini (1990) - Donne con le gonne, de Francesco Nuti (1991) - Dove comincia la notte, de Maurizio Zaccaro (1991) - Vacaciones cornutas en St. Moritz, de Enrico Oldoini (1991) - Anni 90, de Enrico Oldoini (1992) - Anni 90 - Parte II, de Enrico Oldoini (1993) - El hijo de la pantera rosa, de Blake Edwards (1993) - Huevos de oro, de Bigas Luna (1993, coproductor) - Por amor, sólo por amor, de Giovanni Veronesi (1993) - Dichiarazioni d'amore, de Pupi Avati (1994) - Golfos de broma, de Carlo Vanzina (1994) - L'amico d'infanzia, de Pupi Avati (1994) - La stanza accanto, de Fabrizio Laurenti (1994) - I buchi neri, de Pappi Corsicato (1995) - Vacanze di Natale '95, de Neri Parenti (1995) - A spasso nel tempo, de Carlo Vanzina (1996) - Festival, de Pupi Avati (1996) - Hombres, hombres, hombres, de Christian De Sica (1996) - L'arcano incantatore, de Pupi Avati (1996) - Silenzio si nasce, de Giovanni Veronesi (1996) - A spasso nel tempo: l'avventura continua, de Carlo Vanzina (1997) - Cucciolo, de Neri Parenti (1998) - Coppia omicida, de Claudio Fragasso (1998) - El testigo, de Pupi Avati (1998) - Encuentros prohibidos, de Alberto Sordi (1998) - Gossip, de Neri Parenti (1998) | - Matrimoni, de Cristina Comencini (1998) - Il cielo in una stanza, de Carlo Vanzina (1999) - Il lato sinistro dell'amore, de Marco Turco (1999) - Tifosi, de Neri Parenti (1999) - Vacanze di Natale 2000, de Carlo Vanzina (1999) - Belli, carucci e pettinati, de Enzo Salvi (2000) - Body Guards - Guardie del corpo, de Neri Parenti (2000) - Últimas vacaciones, de Neri Parenti (2001) - Il nostro matrimonio è in crisi, de Antonio Albanese (2002) - Navidad en el Nilo , de Neri Parenti (2002) - ¡Que te calles!, de Francis Veber (2003, coproductor) - Natale in India, de Neri Parenti (2003) - Che ne sarà di noi, de Giovanni Veronesi (2004) - Christmas in Love, de Neri Parenti (2004) - Le barzellette, de Carlo Vanzina (2004) - Ríos de color purpura 2: Los Ángeles del apocalipsis, de Olivier Dahan (2004, coproductor) - Sky Captain y el mundo del mañana, de Kerry Conran (2004, productor ejecutivo) - Manuale d'amore, de Giovanni Veronesi (2005) - Natale a Miami, de Neri Parenti (2005) - Enemigos íntimos, de Carlo Verdone (2006) - Natale a New York, de Neri Parenti (2006) - Manuale d'amore 2, de Giovanni Veronesi (2007) - Natale in crociera, de Neri Parenti (2007) - Grande, grosso e Verdone, de Carlo Verdone (2008) - Natale a Rio, de Neri Parenti (2008) - Italians, de Giovanni Veronesi (2009) - Natale a Beverly Hills, de Neri Parenti (2009) - Genitori & figli - Agitare bene prima dell'uso, de Giovanni Veronesi (2010) - Natale in Sudafrica, de Neri Parenti (2010) - Amici miei - Come tutto ebbe inizio, de Neri Parenti (2011) - Manuale d'amore 3, de Giovanni Veronesi (2011) - Vacanze di Natale a Cortina, de Neri Parenti (2011) - Posti in piedi in paradiso, de Carlo Verdone (2012) - Colpi di fulmine, de Neri Parenti (2012) - Sotto una buona stella, de Carlo Verdone (2014) - Un Natale stupefacente, de Volfango De Biasi (2014) - Natale col boss, de Volfango De Biasi (2015) - L'abbiamo fatta grossa, de Carlo Verdone (2016) - Natale a Londra - Dio salvi la regina, de Volfango De Biasi (2016) - Super vacanze di Natale, de Paolo Ruffini (2017) - Benedetta follia, de Carlo Verdone (2018) - Si vive una volta sola, de Carlo Verdone (2021) - Vita da Carlo, de Carlo Verdone, Arnaldo Catinari y Valerio Vestoso - serie de televisión (2021-2024) - Sarò con te, de Andrea Bosello (2024) |

### Distribuciones
- Manhattan Sur, de Michael Cimino (1985)
- Piratas, de Roman Polanski (1986)
- Terciopelo azul, de David Lynch (1986)
- El gran azul, de Luc Besson (1988)
- Corazón salvaje, de David Lynch (1990)
- Barton Fink, de los hermanos Coen (1991)
- Tacones lejanos, de Pedro Almodóvar (1991)
- Bitter Moon, de Roman Polanski (1992)
- Jamón, jamón, de Juan José Bigas Luna (1992)
- Kika, de Pedro Almodóvar (1993)
- El monstruo, de Roberto Benigni (1994)
- Léon, de Luc Besson (1994)
- El quinto elemento, de Luc Besson (1997)
- Los visitantes regresan por el tunel del tiempo, de Jean-Marie Poiré (1998)
- American Pie, de Paul y Chris Weitz (1999)
- La cena de los idiotas, de Francis Veber (1998)
- Salir del armario, de Francis Veber (2000)
- Hannibal, de Ridley Scott (2001)
- ¡Que te calles!, de Francis Veber (2003)
- Ríos de color purpura 2: Los Ángeles del apocalipsis, de Olivier Dahan (2004)
- Crash, de Paul Haggis (2005)
- El sueño de Cassandra, de Woody Allen (2007)
- Cometas en el cielo, de Marc Forster (2007)
- Paranormal Activity, de Oren Peli (2007)
- Déjame entrar, de Matt Reeves (2010)
- Insidious, de James Wan (2011)
- Attack the Block, de Joe Cornish (2011)
- Disconnect, de Henry Alex Rubin (2012)
- The Last Stand, de Kim Ji-Woon (2013)
- No molestar, de Patrice Leconte (2014)